# 위월
위월(魏越, ? ~ ?)은 중국 후한 말의 무장이다.

## 생애
여포(呂布)를 섬겼다.
장안(長安)을 빠져나온 여포는 원소(袁紹)와 함께 상산(常山)에서 장연(張燕)과 교전하였다. 이때 여포는 단 수십 명의 기병으로 하루에 서너 번씩이나 장연의 본진으로 돌격하였는데, 이때 위월과 성렴(成廉)은 항상 여포의 곁에 있었다. 이러하기를 10여일 후, 결국 여포는 장연의 군세를 격파하였다.
《후한서(後漢書)》에서는 위월을 건장(健將)이라고 표현하여 용맹함을 강조하였다.